# گورستان ابن بابویه
گورستان اِبنِ بابُوَیْه نخستین گورستان شهر ری و دومین گورستان تهران است که بسیاری از مشاهیر ایران از جمله غلام رضا تختی در آن دفن هستند. نام این گورستان برگرفته از نام محمد بن بابُویه قمی معروف به شیخ صدوق، یکی از فقها و دانشمندان شیعه است که در این گورستان دفن شده است.

## موقعیت جغرافیایی
این گورستان که وسعتی حدود ۱۰ هکتار دارد، در نزدیکی بنای تاریخی برج طغرل در ری واقع شده است.

## تاریخچه
بر اساس گزارش‌ها و مستندات تاریخی، پیش از زمان ناصرالدین‌شاه، گورستان ابن‌بابویه کشتزار و باغ بسیار وسیعی بوده است، اما در پی کشف جسد سالم فردی در سردابی زیر آن باغ و به دست آمدن سنگی درون سرداب که آشکارا نشان می‌داد پیکر از آن شیخ صدوق است که بیش از ۸۰۰ سال پیش درگذشته است، بقعه شیخ صدوق را بر آن مزار احداث می‌کنند. به اعتقاد برخی کارشناسان بنای نخستین گورستان ابن بابویه، به دوران سامانی برمی‌گردد و بعدها در اثر سیل تخریب شده است. آرامگاه ابتدایی شیخ صدوق نیز، در گذر زمان به خاطر حمله مغولان و جنگ‌های خوارزمشاهیان و تیموریان و همچنین به علت حوادث مختلف چندین مرتبه تخریب شده بود.
پس از برپایی مجدد بقعهٔ شیخ صدوق، افراد زیادی در اطراف آن به خاک سپرده شدند و مقبره‌های بزرگ و باشکوهی هم اطراف آن احداث شد. محمدرضا پهلوی  و محمد مصدق نیز هر دو وصیت کرده بودند در ابن‌بابویه دفن شوند.

## بازسازی نافرجام و ویرانی

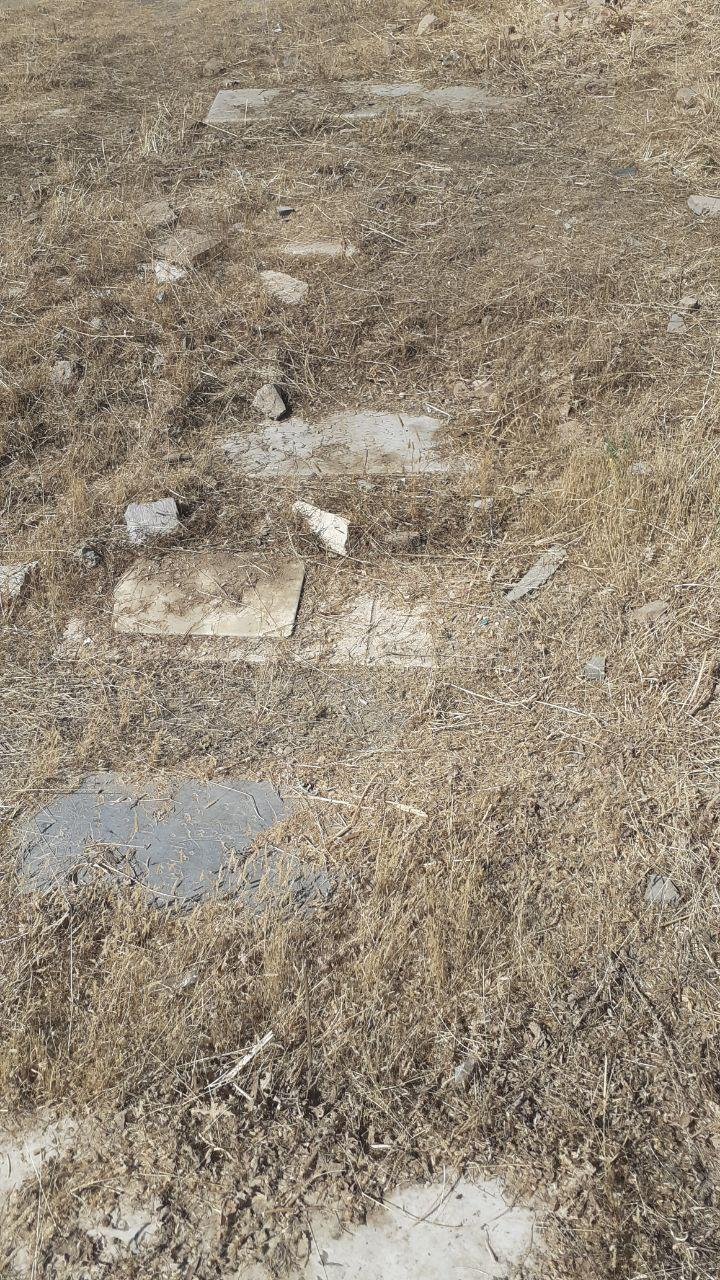
گورهای قدیمی در گورستان ابن بابویه

وزارت کشور ایران، طی آنچه از آن به‌عنوان حفاظت و نگهداری این گورستان یاد شد، در سال ۱۳۷۳، دستور منع خاکسپاری مردگان را در این محدوده صادر کرد؛ پس از آن، طرح‌های بسیاری از سوی شهرداری برای عمران این گورستان پیشنهاد شد ولی سرانجام طی اجرای طرح «احداث باغ مشاهیر»، با این استدلال که اجرای این طرح نیازمند از بین بردن مقبره‌ها و هم‌سطح‌سازی زمین آرامگاه ابن بابویه است، در حدود ۴۰۰ (به‌معنای دقیق‌تر همه به‌جز سه تا) مقبرهٔ خصوصی و خانوادگی، با معماری زیبا که نمادی از هنر ایران را با قدمتی طولانی به تصویر درآورده بودند، به‌طور کامل تخریب شدند. آرامگاه ابن‌بابویه به‌خاطر داشتن این آرامگاه‌های بزرگ خصوصی و خانوادگی با عکس‌ها، آیینه و شمعدان‌ها و اشیای دیگری که در آن‌ها قرار شده بود، به موزه‌ای دیدنی از تاریخ معاصر ایران می‌مانست. درویش‌ها نیز که حتی تا چند سال پس از این ویرانی، هنگام بزرگداشت عنقاء یکی از درویش‌های مدفون در ابن بابویه مراسم بزرگی برگزار می‌کردند، مدتی بعد در اجرای آن با محدودیت جدی روبه‌رو شدند. در حال حاضر همان سه مقبرهٔ خانوادگی باقی‌مانده هم وضعیت مناسبی ندارند و این گورستان هم‌اکنون تقریباً به‌صورت مسطح درآمده ولی از نظر رسیدگی در وضعیت مناسبی قرار ندارد.

### تخریب سنگ قبرهای تاریخی جهت توسعهٔ آرامگاه شیخ صدوق
در سال ۱۳۹۰ جهت توسعهٔ بقعهٔ شیخ صدوق، تعدادی از سنگ قبرهای تاریخی این مجموعه تخریب شد که برای نمونه می‌توان به سنگ قبر هادی تجویدی و حسین کوهی کرمانی اشاره کرد.

## مشاهیر به خاک‌سپرده در ابن بابویه

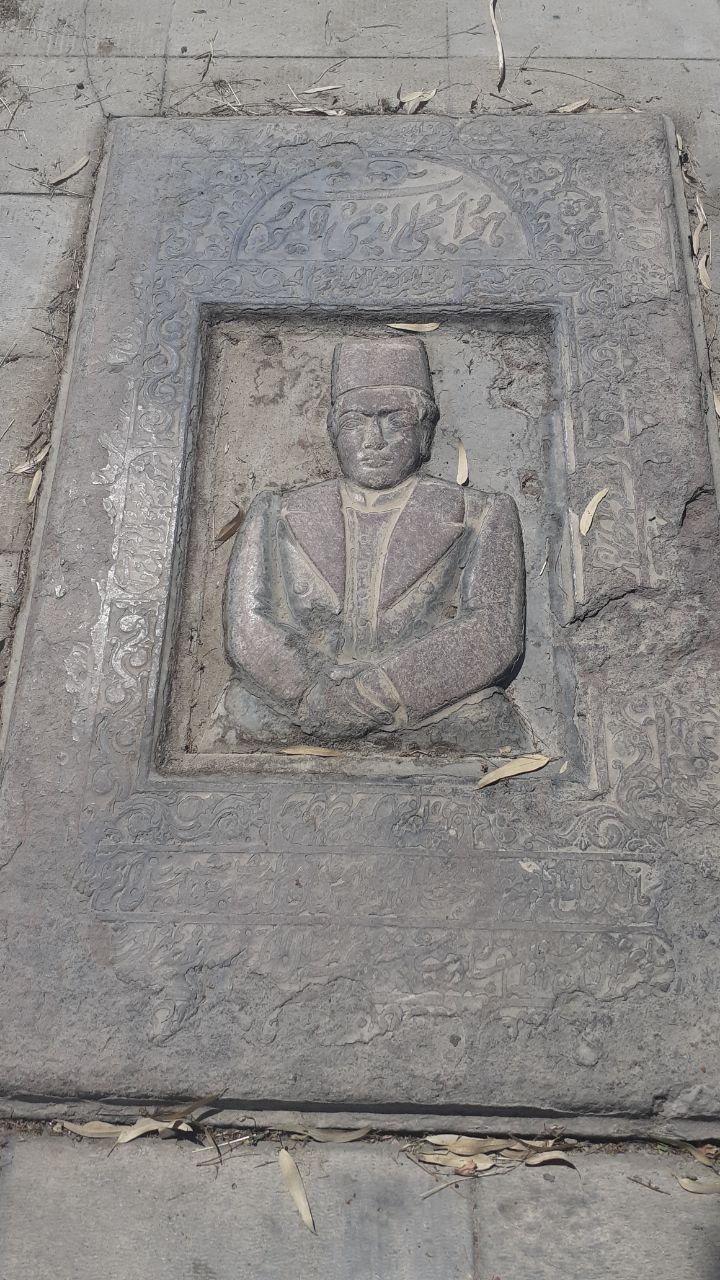
یکی از سنگ قبرهای قدیمی ابن بابویه با نگارهٔ حکاکی‌شده متوفی

از افراد مشهوری که در این گورستان دفن شده‌اند می‌توان به افراد زیر اشاره کرد:
- حسین فاطمی
- غلامرضا تختی
- رحیم مؤذن‌زاده اردبیلی
- علی‌اکبر دهخدا
- ابوالقاسم فلسفی
- محمدعلی فروغی
- رکن‌الدین مختاری
- محمد کرمانشاهی
- رجب‌علی خیاط
- حسین بهزاد و همسرش
- میرزاده عشقی
- هادی اسلامی
- احمد هاشمی
- صادق قطب‌زاده
- مرشد چلویی
- سید حسن رزاز
- میرابوالفضل عنقای طالقانی
- نسیم شمال
- عین‌الله محمودی همدانی
- غلامحسین صدیقی
- اشرف‌الملوک فخرالدوله (دختر مظفرالدین‌شاه قاجار)
- فیروز فیروز
- محمدصادق کوپال
- احمد ناظرزاده کرمانی
- حیدر رقابی
- محمدحسن شمشیری
- محمود محمود
- فاطمه سیاح
- محمدرضا حبیبی
- معصومه عزیزی بروجردی (یا: مَهوَش)
- پرخیده
- کاظم سامی
- کشته‌شدگان قیام ۳۰ تیر۱۳۳۱

## نگارخانه

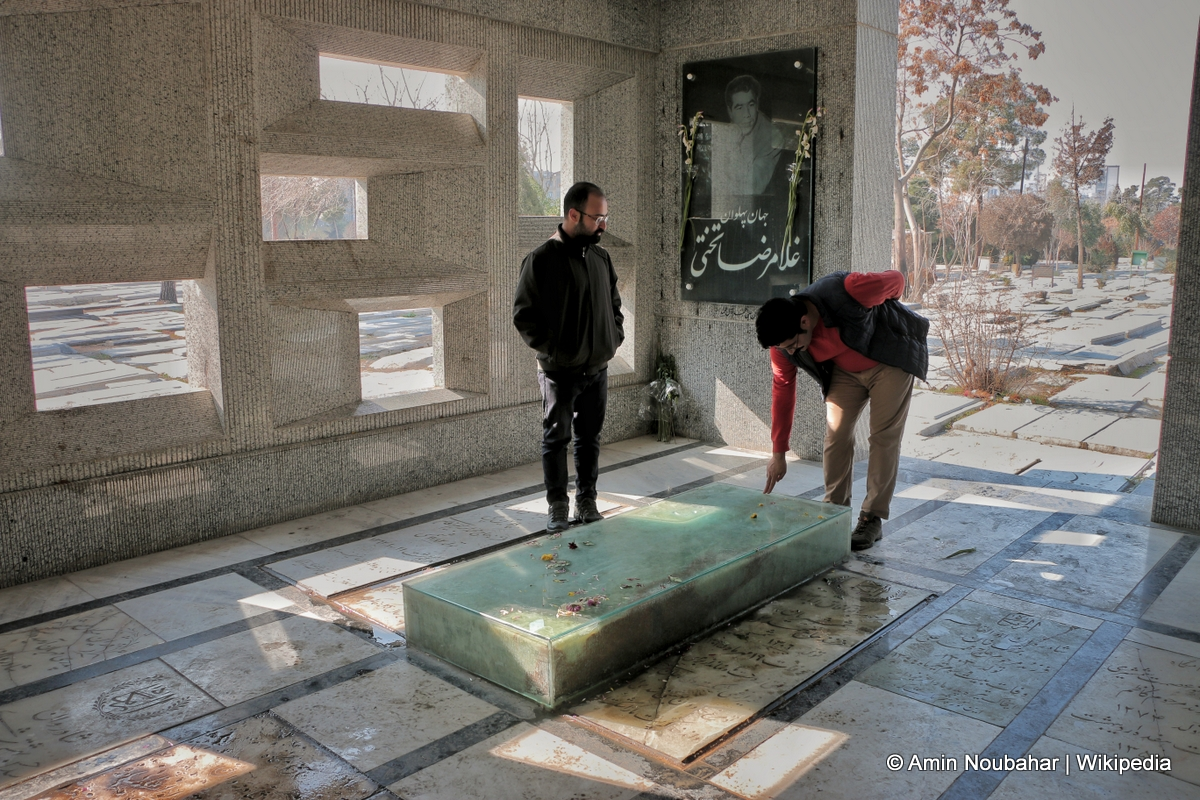
آرامگاه غلامرضا تختی
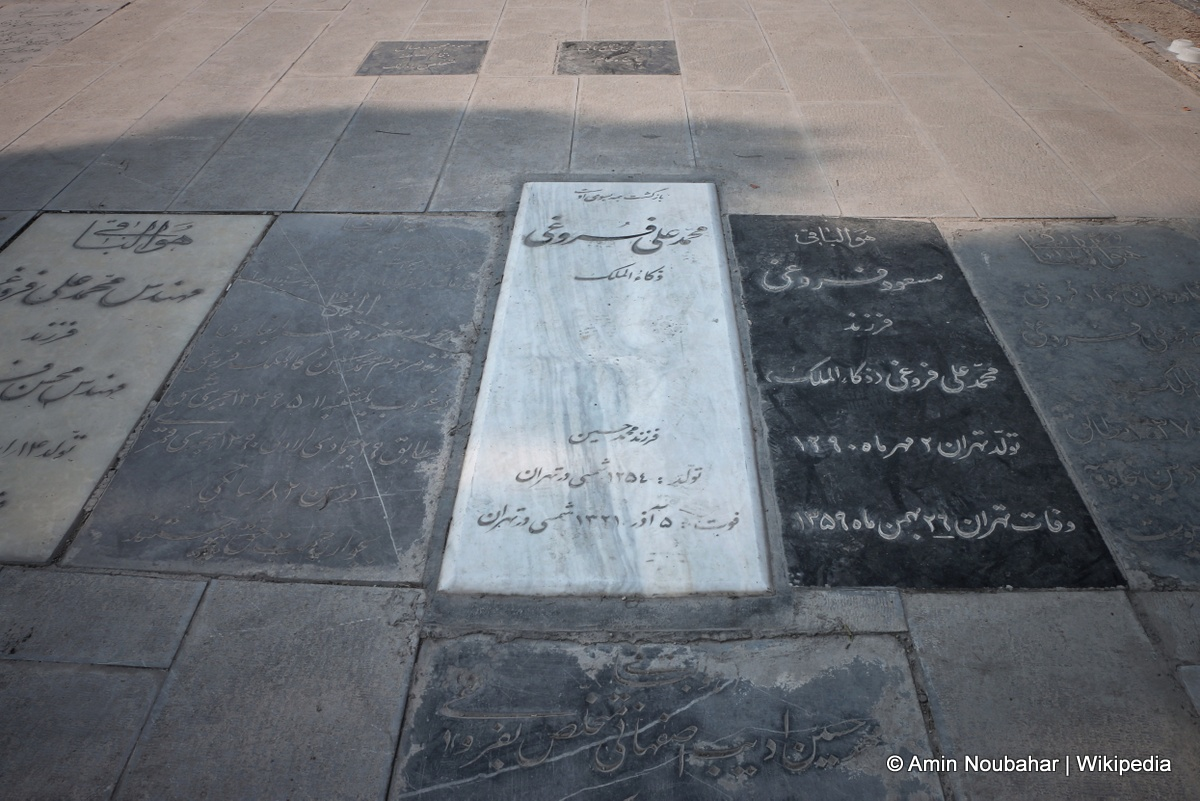
آرامگاه خانوادهٔ فروغی (محمدعلی فروغی، محسن فروغی و بقیه)
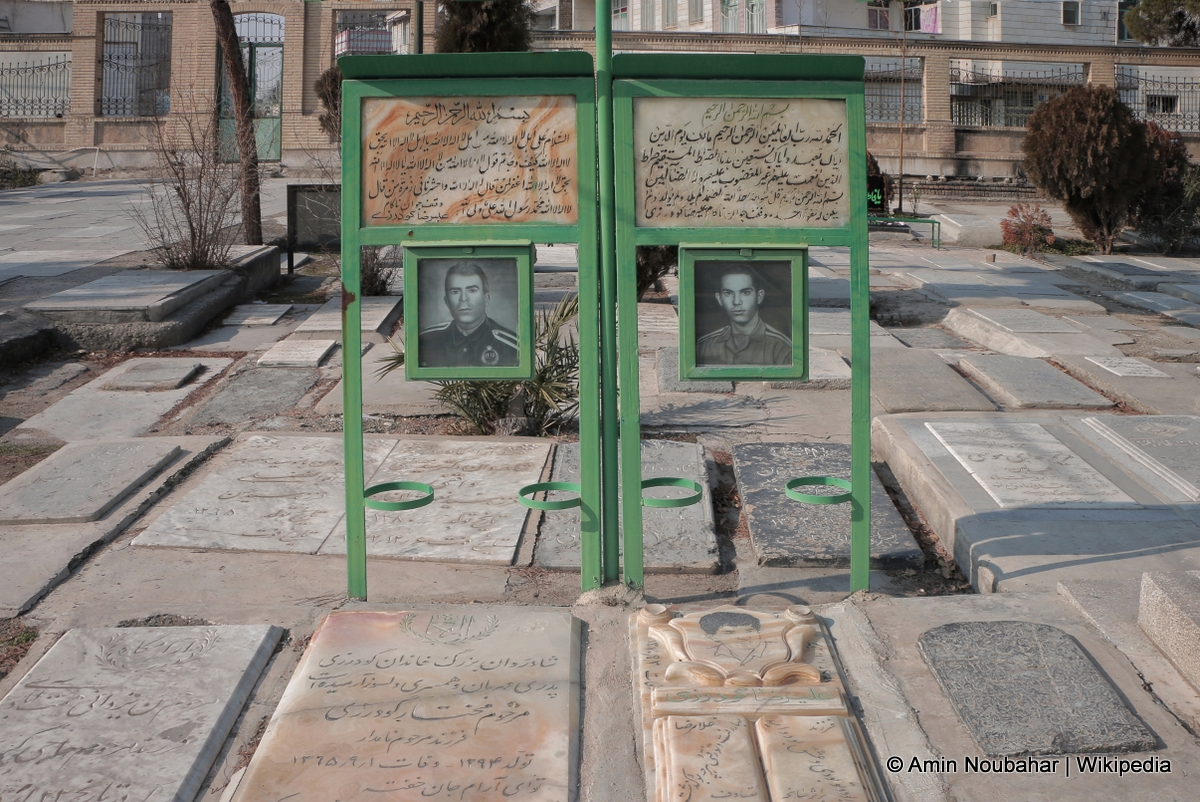
قبر دو فرد نظامی در گورستان ابن بابویه
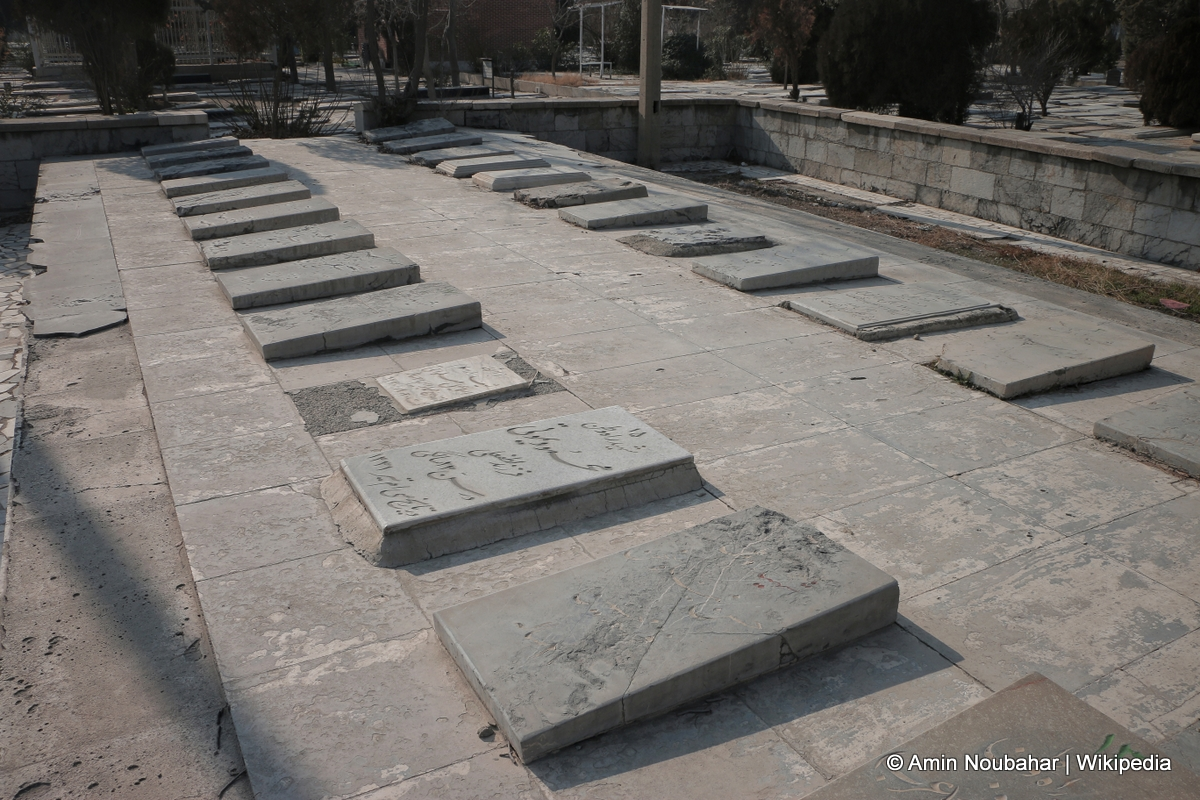
آرامگاه کشته‌شدگان قیام ۳۰ تیر ۱۳۳۲
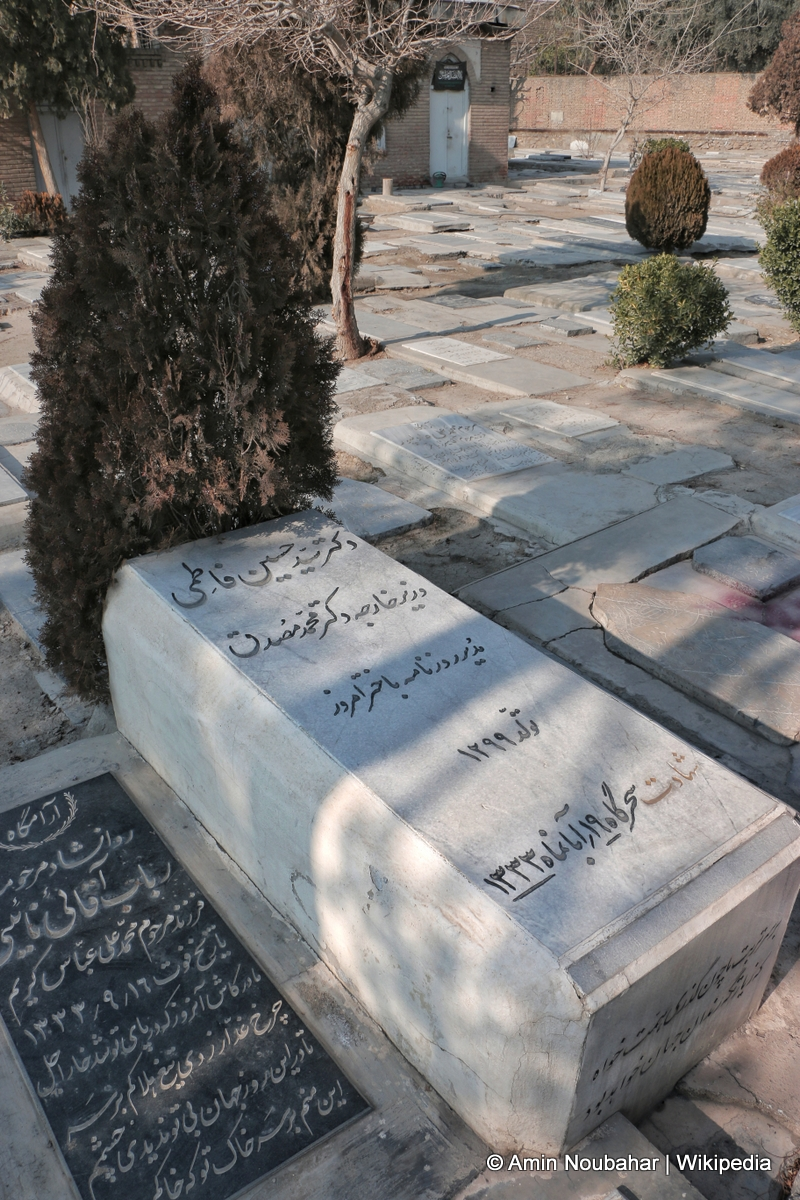
قبر حسین فاطمی
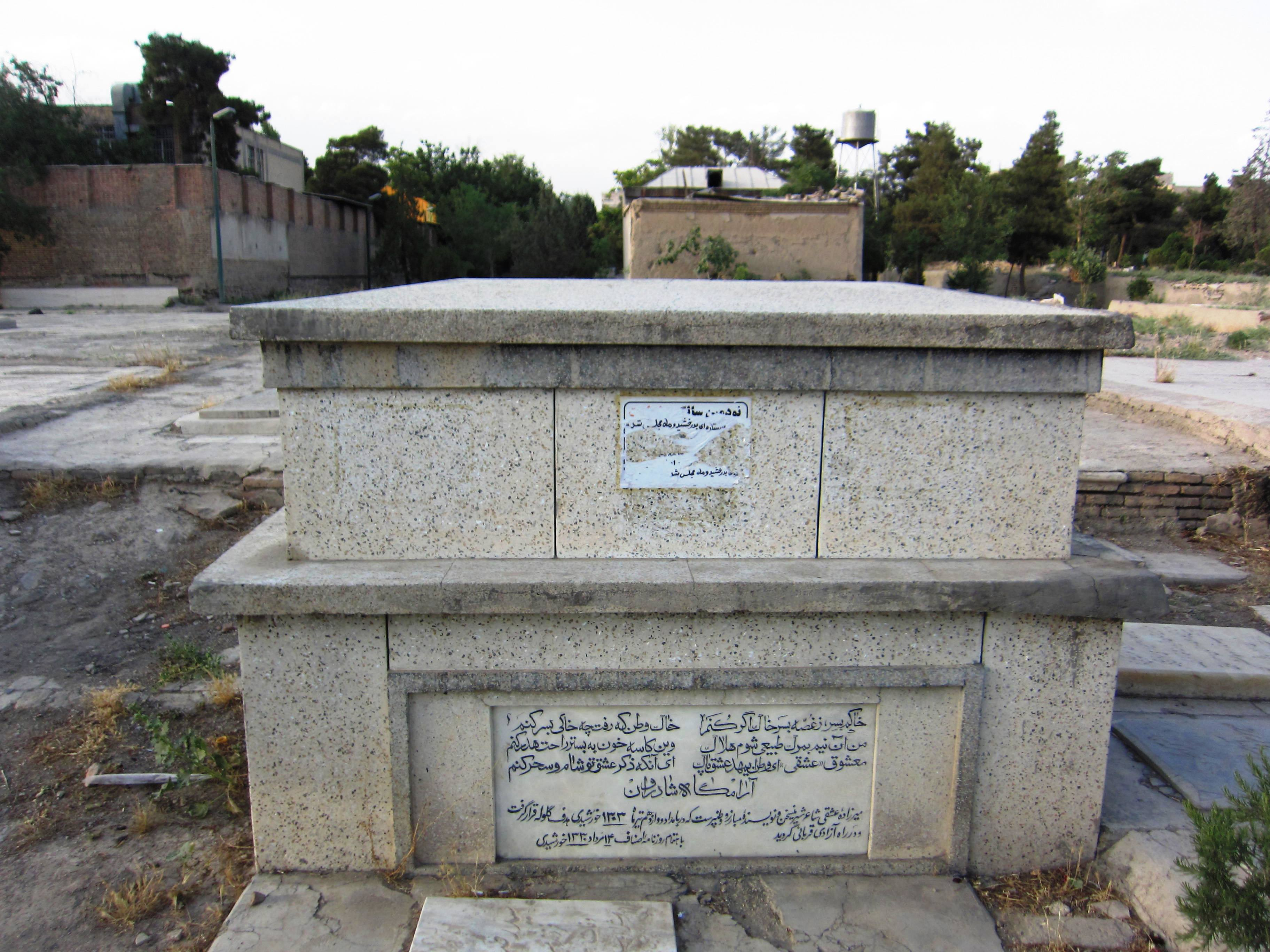
قبر میرزاده عشقی
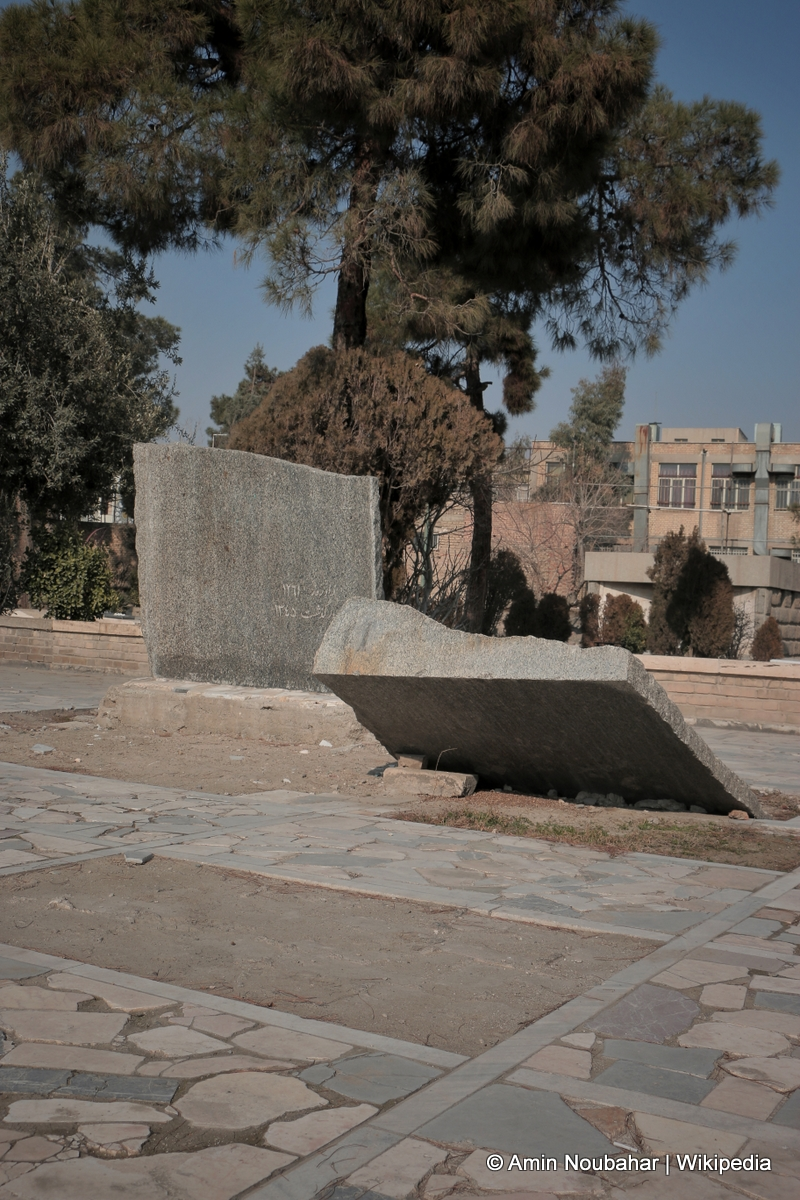
یادمان شکسته‌شدهٔ محمد مصدق در ابن بابویه
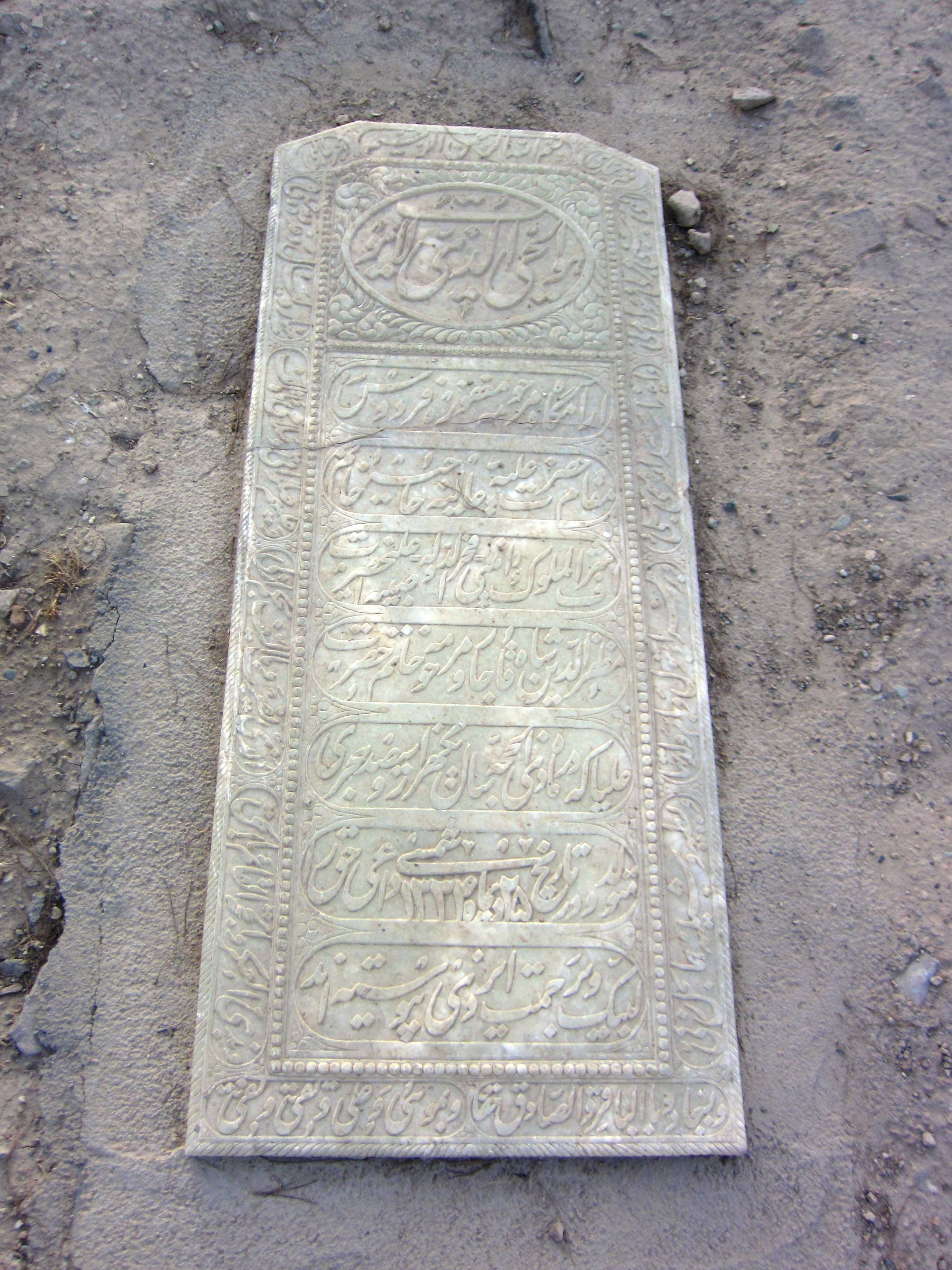
سنگ قبر اشرف‌الملوک فخرالدوله
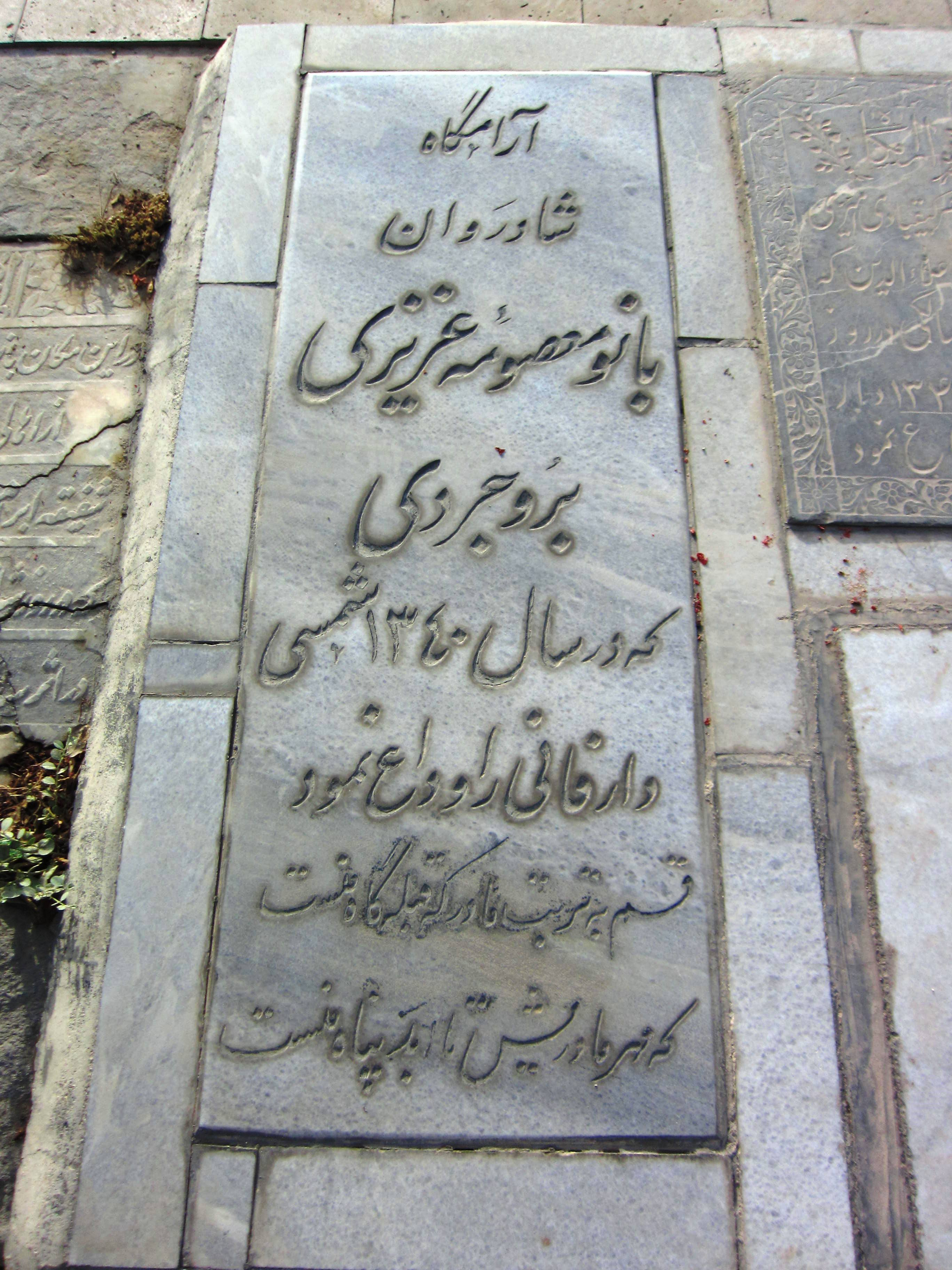
سنگ قبر مهوش
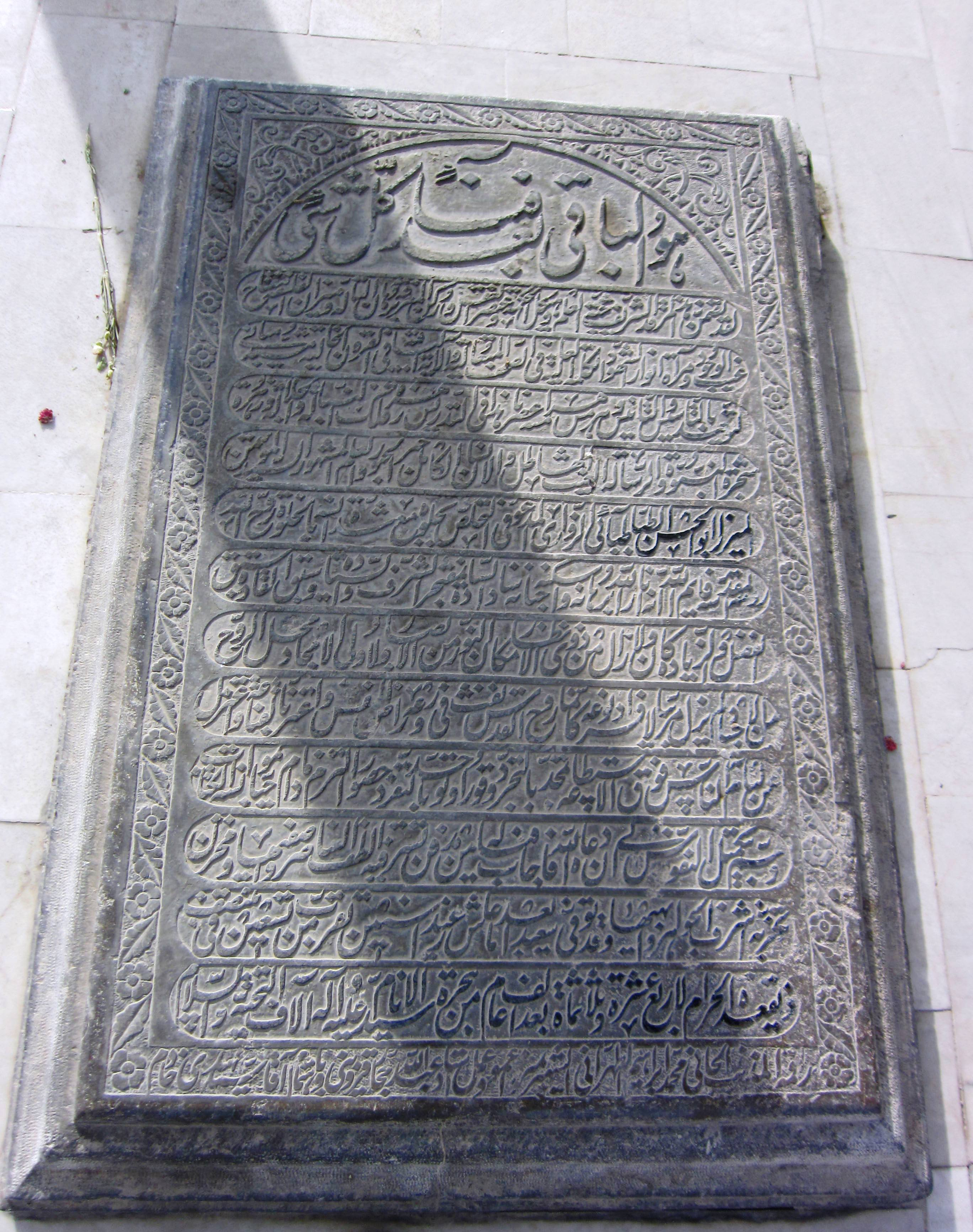
سنگ قبر میرزا ابوالحسن جلوه
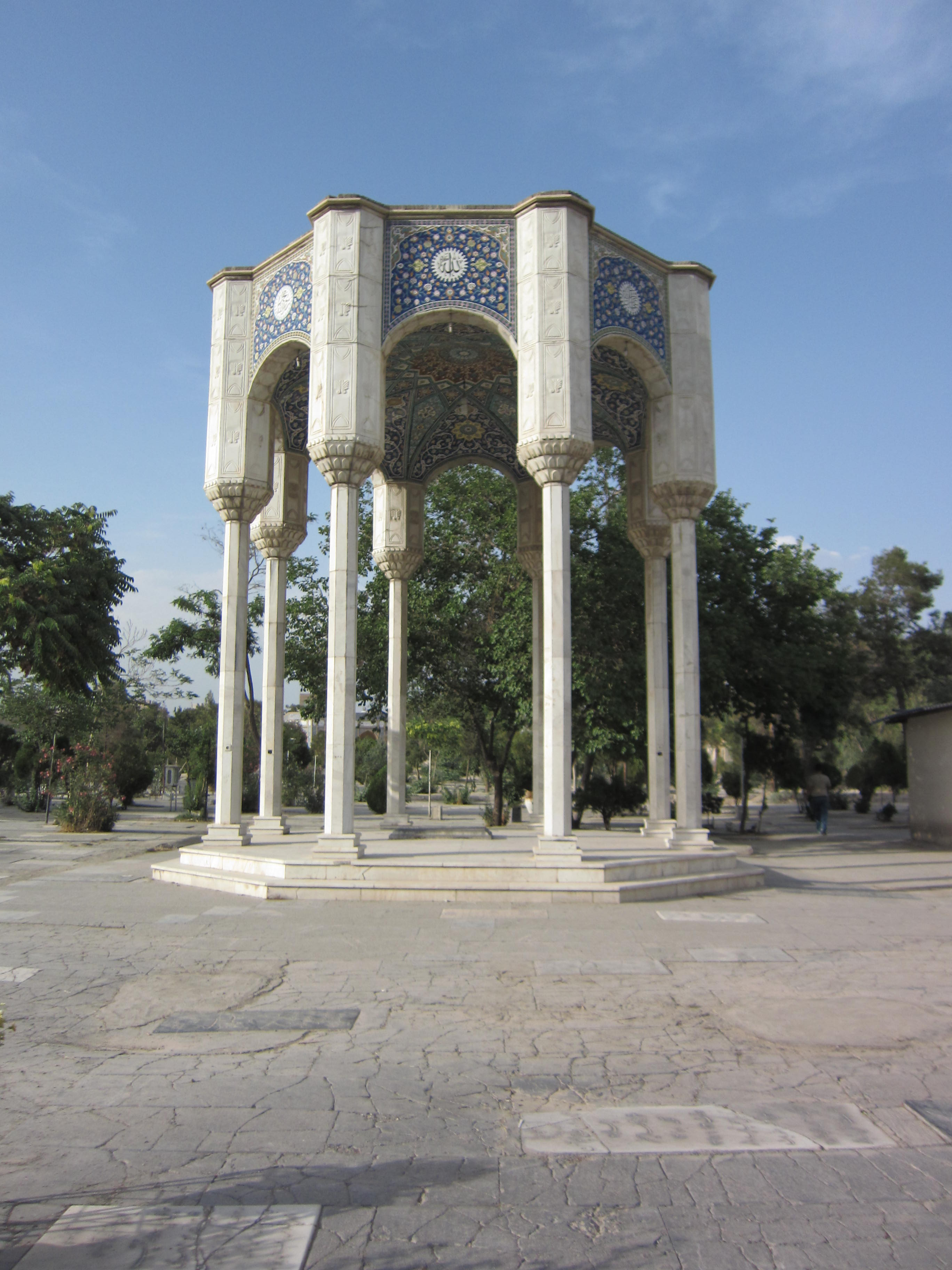
یادمان میرزا ابوالحسن جلوه
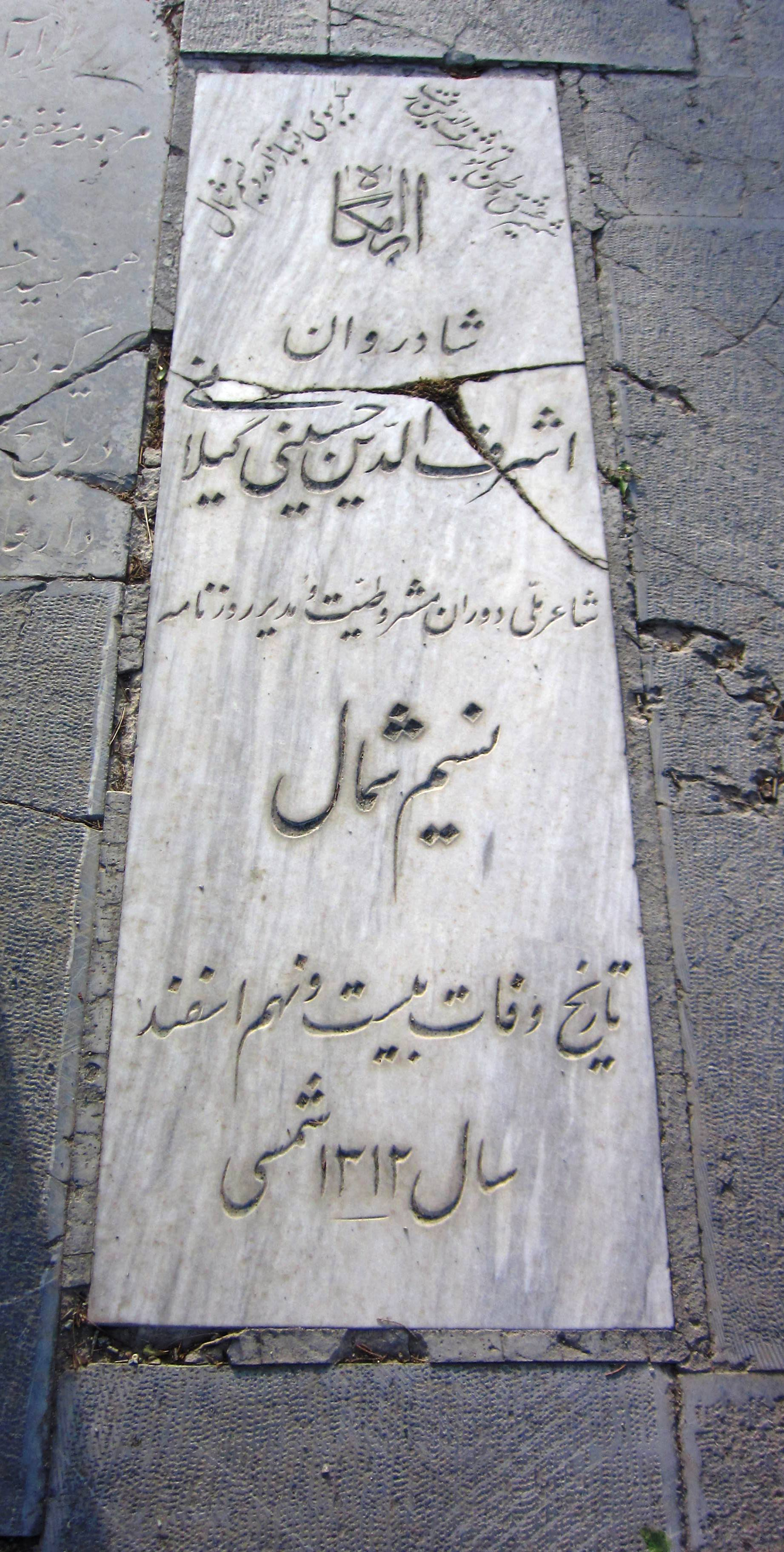
سنگ قبر سید اشرف‌الدین حسینی (نسیم شمال)
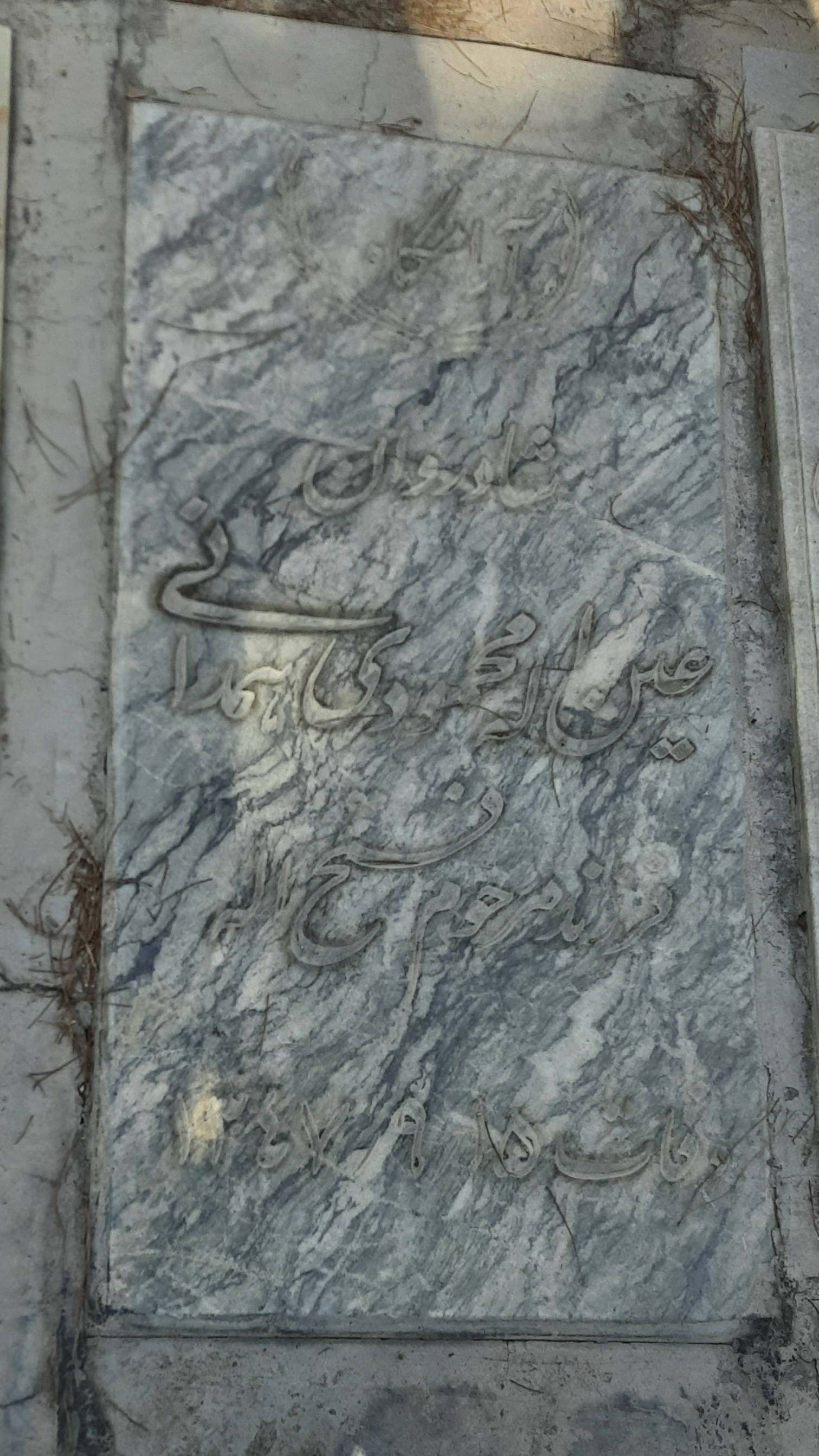
سنگ قبر عین‌الله محمودی همدانی